# Ourasi
Ourasi, född 7 april 1980, död 12 januari 2013 i Normandie, var en fransk varmblodig travhäst. Han tränades av Jean-René Gougeon och kördes oftast av honom eller Michel Marcel Gougeon.
Ourasi tävlade åren 1982–1990, och räknas som 1980-talets bästa travhäst. Han är den som vunnit Prix d'Amérique flest antal gånger med fyra segrar (1986, 1987, 1988, 1990). Han sprang in 21,8 miljoner franc på 86 starter varav 58 segrar, 14 andraplatser och 4 tredjeplatser.
Bland hans andra stora segrar räknas Critérium des Jeunes (1983), Critérium des 5 ans (1985), Prix de l'Étoile (1985), Elite-Rennen (1986), Grand Critérium de Vitesse (1986, 1987, 1988, 1989), Prix de l'Atlantique (1986, 1987, 1988, 1989), Prix René Ballière (1986, 1988), Prix d'Amérique (1986, 1987, 1988, 1990), Prix de France (1986, 1987, 1988), Åby Stora Pris (1988), Grosser Preis von Deutschland (1988), Prix de Paris (1989) och Oslo Grand Prix (1989). Han var även tvåa i March of Dimes Trot (1988), som kom att kallas för Århundradets lopp.

## Karriär

### Tidig karriär
Ourasi inledde karriären hos sin uppfödare och ägare Raoul Ostheimer. Han debuterade som 2-åring och gjorde första starten den 30 oktober 1982 på travbanan i Caen i Normandie, där han skar mållinjen som nia. Han tog karriärens första seger i den sjätte starten den 27 januari 1983, i vad som var hans fjärde start på Vincennesbanan utanför Paris. I detta lopp kördes han av Jean-René Gougeon för första gången, som efter detta blev hans ordinarie kusk och senare även kom att bli hans tränare.
Ourasi och Gougeon blev snabbt ett vinnande koncept på Vincennes. Segern i deras första lopp tillsammans, följdes upp med en seger i prestigefyllda Critérium des Jeunes den 12 februari 1983. Under våren 1983 segrade de i Prix Kalmia. Framgångarna fortsatte under det franska vintermeetinget 1983–84 med segrar i Prix Charles Tiercelin och Prix Jules Thibault samt andraplatser i Prix Abel Bassigny och Critérium des 3 ans.

### Gougeon tar över träningen
Under 1984 stötte Ourasi på en del motgångar och var segerlös mellan februari och december. Det var en av anledningarna till att ägare Raoul Ostheimer valde att låta kusken Jean-René Gougeon ta över träningen av Ourasi.
Han debuterade i den nya regin med en andraplats i Prix Ariste Hemard den 13 december 1984. Han inledde sedan 1985 med två raka segrar i Prix de Croix och Prix Roederer. Han kom på tredjeplats i Prix de Sélection den 18 februari 1985. Därefter var han tillbaka i vinnarspåret med två raka segrar i Prix Robert Auvray och Prix Henri Levesque.
Från segern i Prix d'Europe den 28 juli 1985 och till tredjeplatsen i Prix d'Amérique den 29 januari 1989, var han inte sämre än tvåa i något lopp samt vann hela 43 av 48 starter. Som mest hade han en segersvit på 22 raka segrar. Under perioden hann han ta tre raka segrar i världens största travlopp Prix d'Amérique (1986, 1987, 1988). Han tog även ett flertal segrar i olika Grupp 1-lopp världen över, bland annat Critérium des 5 ans (1985), Prix de Sélection (1985), Grand Critérium de Vitesse (1986, 1987, 1988), Prix de l'Atlantique (1986, 1987, 1988), Elite-Rennen (1986), Prix de France (1986, 1987, 1988), Prix René Ballière (1986, 1988), Grosser Preis von Deutschland (1988) och Åby Stora Pris (1988).
Efter tredjeplatsen i Prix d'Amérique 1989 kom han snabbt tillbaka som en vinnare. Han segrade i fyra raka lopp under våren 1989: Prix de Paris, Grand Critérium de Vitesse (fjärde gången i karriären), Prix de l'Atlantique (fjärde gången i karriären) och Oslo Grand Prix. Han gjorde karriärens sista start den 28 januari 1990 i Prix d'Amérique. Han avslutade som en vinnare och tog sin fjärde seger i världens största travlopp. Det gjorde honom till den meste Prix d'Amérique-segrarna genom tiderna.

## Statistik

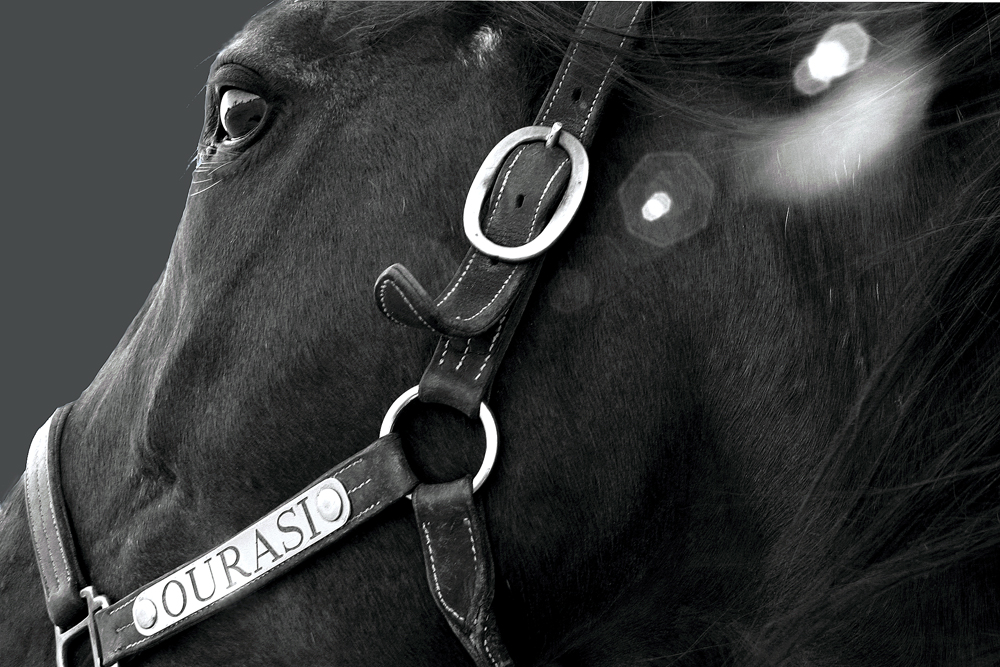
Ourasi 2006, 26 år gammal

### Större segrar
Europa
- European Grand Circuit (1986, 1988)

 Frankrike, Grupp 1
- Prix d'Amérique (1986, 1987, 1988, 1990)
- Prix de France (1986, 1987, 1988)
- Prix de Paris (1989)
- Prix René Ballière (1986, 1988)
- Prix de l'Atlantique (1986, 1987, 1988, 1989)
- Grand Critérium de Vitesse (1986, 1987, 1988, 1989)
- Critérium des Jeunes (1983)
- Critérium des 5 ans (1985)
- Prix de l'Étoile (1985)
- Prix de Sélection (1986)
- 2a, Prix Albert-Viel (1983)
- 2a, Critérium des 3 ans (1983)
- 2a, Prix René Ballière (1987)
- 3a, Prix de Sélection (1985)
- 3a, Prix d'Amérique (1989)

 Frankrike, Grupp 2
- Prix de Bretagne (1986)
- Prix du Bourbonnais (1985, 1986, 1988)
- Prix de Bourgogne (1987, 1988, 1989)
- Prix de Belgique (1986, 1987, 1988, 1989)
- Prix d'Europe (1985, 1986, 1988)
- Prix Kerjacques (1986, 1987)
- Grand Prix du Sud-Ouest (1987)
- Prix des Ducs de Normandie (1987)
- Prix de La Haye (1986, 1988)
- Prix de Washington (1988)
- Grand Prix de la Fédération du Nord (1988)
- Prix Kalmia (1983)
- Prix Henri Cravoisier (1983)
- Prix Charles Tiercelin (1983)
- Prix Jules Thibault (1984)
- Prix de Croix (1985)
- Prix Robert Auvray (1985)
- Prix Roederer (1985)
- Prix Henri Levesque (1985)
- Prix Jockey (1985)
- 2a, Prix de Bretagne (1985)
- 2a, Prix Paul Karle (1983)
- 2a, Prix Abel Bassigny (1983)
- 2a, Prix Ariste-Hémard (1983)
- 2a, Prix de Milan (1984)
- 2a, Prix Marcel Laurent (1985)
- 2a, Prix des Ducs de Normandie (1988)
- 2a, Prix du Bourbonnais (1989)
- 3a, Prix de Tonnac-Villeneuve (1984)

 Tyskland
- Elite-Rennen (1986)
- Grosser Preis von Deutschland (1988)

 Norge
- Oslo Grand Prix (1989)

 Sverige
- Åby Stora Pris (1988)

 USA
- 2a, March of Dimes Trot (1988)

### Resultat i Prix d'Amérique
| Deltagande i Prix d'Amérique | Deltagande i Prix d'Amérique | Deltagande i Prix d'Amérique | Deltagande i Prix d'Amérique |
| År                           | Resultat                     | Tid                          | Kusk                         |
| ---------------------------- | ---------------------------- | ---------------------------- | ---------------------------- |
| 1986                         | 1                            | Jean-René Gougeon            | 1.16,6                       |
| 1987                         | 1                            | Jean-René Gougeon            | 1.16,9                       |
| 1988                         | 1                            | Jean-René Gougeon            | 1.15,7                       |
| 1989                         | 3                            | Jean-René Gougeon            | 1.15,6                       |
| 1990                         | 1                            | Michel Marcel Gougeon        | 1.15,2                       |

## Utmärkelser och eftermäle

### Staty på Vincennes
Han har hyllats med en stor staty på Vincennesbanan utanför Paris. Statyn invigdes den 22 juni 2014 och är gjord av skulptören Arnaud Kasper.

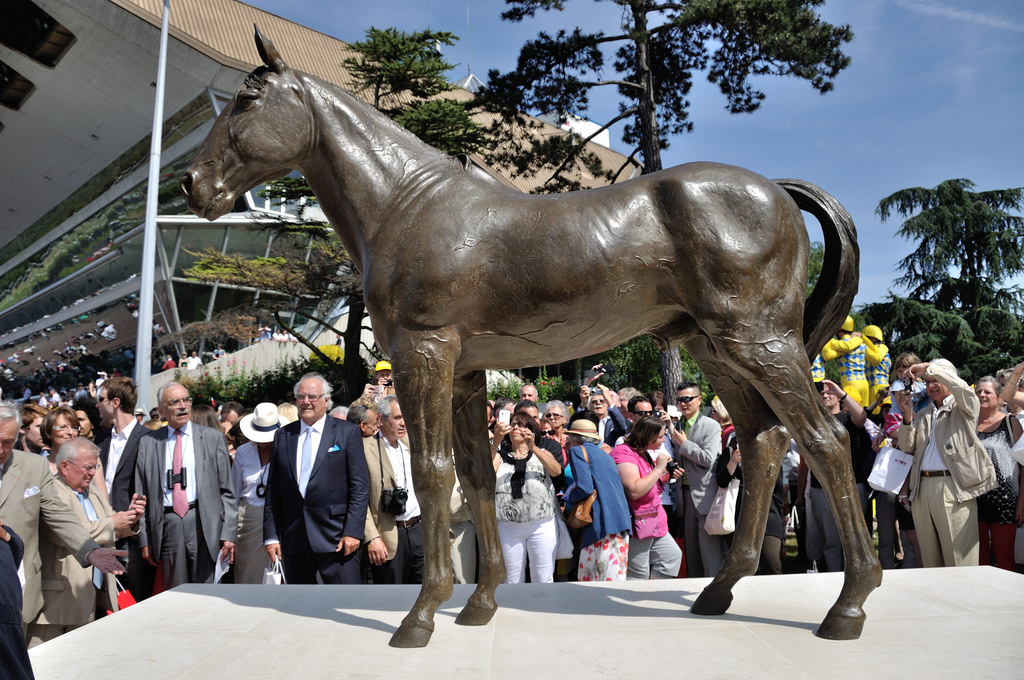
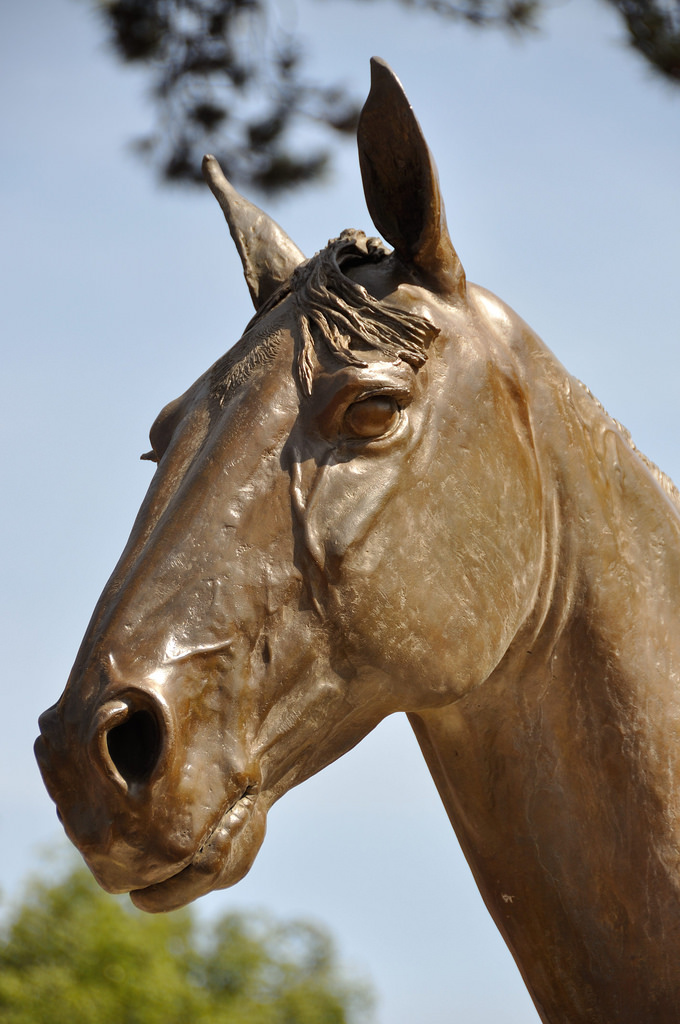
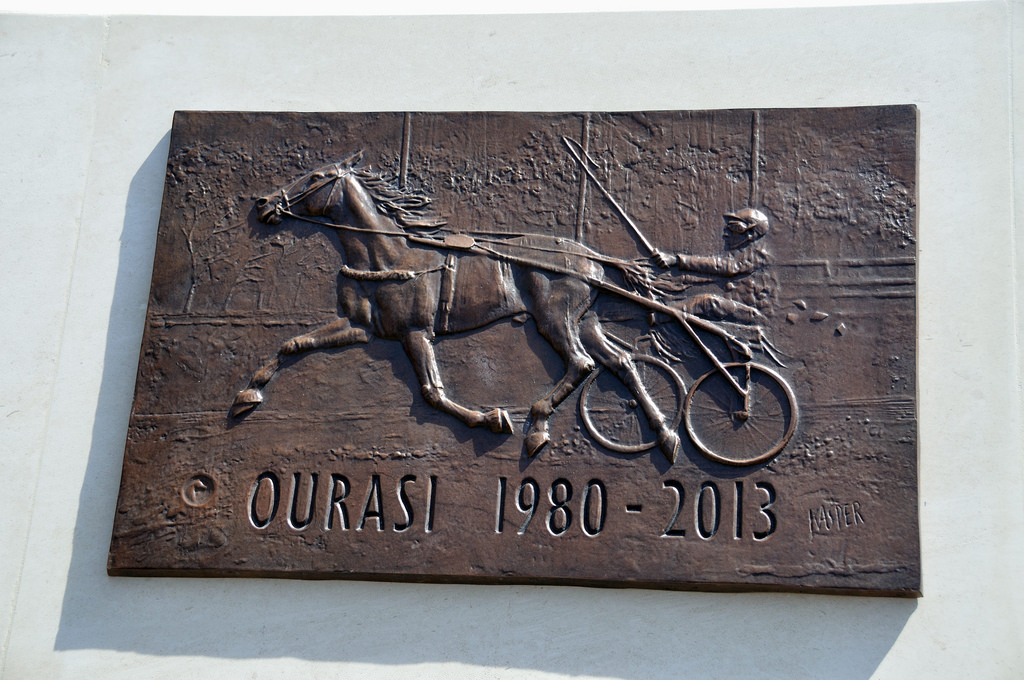